# Märchen-Stiftung Walter Kahn
Die Märchen-Stiftung Walter Kahn wurde 1985 vom Braunschweiger Reiseunternehmer Walter Kahn (1911–2009) gegründet und widmet sich der Erhaltung und Erforschung europäischer Märchen und Sagen. Der Sitz war früher in Frankfurt am Main und ist heute in Volkach.

## Tätigkeiten
Zweck der Stiftung ist es, die Erforschung und Erhaltung des überlieferten europäischen Märchen- und Sagengutes (mit Schwergewicht auf dem Märchengut) durch die Arbeit der wissenschaftlichen Disziplinen wie Volkskunde/Ethnologie, Literaturwissenschaft, Erzählforschung, Pädagogik/Didaktik, Psychologie und Theologie zu unterstützen und in die Praxis umzusetzen sowie das Märchen- und Sagengut in der Öffentlichkeit zu pflegen und zu fördern.
Der Stiftungszweck wird insbesondere durch folgende Maßnahmen verwirklicht:
- Verleihung des Europäischen Märchenpreises der Märchen-Stiftung Walter Kahn in der Höhe von 5000 Euro an Personen oder Organisationen, die sich um den Stiftungszweck verdient gemacht haben;
- Verleihung des Lutz-Röhrich-Preises in der Höhe von 2500 Euro zur Förderung des wissenschaftlichen Nachwuchses für volkskundlich historisch-vergleichende Erzählforschung; bei Bedarf wird zudem der Gesonderte Förderpreis in Höhe von 1500 EUR bei Vorlage mehrerer herausragender Einsendungen zum Lutz-Röhrich-Preis vergeben.[1]
- Herausgabe der Vierteljahreszeitschrift Märchenspiegel als Organ der Stiftung, als Mittler zwischen Wissenschaft und Praxis sowie zur Information der Öffentlichkeit;
- Förderung der Bildungsarbeit in Bezug auf die genannten Zwecke;
- Unterstützung der Arbeit von Organisationen und Personen, die gleiche oder ähnliche Zwecke wie die Stiftung verfolgen.

Finanziert wird die Arbeit durch die Zinserträge aus dem Stiftungskapital.
Besonders wirksame Arbeit leistet die Stiftung durch Initiierung und Finanzierung von Ringvorlesungen bzw. durch Finanzierung von Lehraufträgen an Hochschulen zum Thema Volksmärchen und Sagen.
Ein weiteres wichtiges Anliegen der Stiftung ist die Förderung des Märchenerzählens.
Walter Kahn stand der Stiftung bis Ende 1999 vor und trat altersbedingt zurück. Seit diesem Zeitpunkt wird die Märchen-Stiftung Walter Kahn durch einen dreiköpfigen Vorstand geleitet, wissenschaftlich begleitet durch ein achtköpfiges Kuratorium. Die Stiftung unterhält in Volkach eine Geschäftsstelle.

## Publikationen
- Schriftenreihe Ringvorlesungen der Märchen-Stiftung Walter Kahn  im Katalog der Deutschen Nationalbibliothek
- Zeitschrift Der Märchenspiegel. Zeitschrift für internationale Märchenforschung und Märchenpflege (vierteljährlich)